# Кам'яне (село, Сумський район)
Кам'яне́ — село в Україні, у Лебединській міській громаді Сумського району Сумської області. До 2020 року орган місцевого самоврядування — Кам'янська сільська рада. Населення становить 836 осіб.

## Географія
Село Кам'яне розташоване за 76 км від обласного центру та 25 км від міста Лебедин, правому березі річки Псел, вище за течією за 1 км розташовані сусідні села Чернишки і Боброве, нижче за течією на відстані 3,5 км розташоване село Плішивець Миргородського району Полтавської області. За 1 км від Кам'яного знаходиться зняте з обліку 1988 року село Курди. Селом течуть пересихаючі струмки. Річка в цьому місці звивиста, утворює лимани і заболочені озера.

## Історія

### Стародавні часи
На місці села люди селилися здавна, задовго до початку нової ери. На підтвердження цього — зуби великих звірів вепрів і навіть мамонтів, які місцеві жителі неодноразово знаходили на схилах ярів, що розмиваються весняними водами.
Знаходили і стародавні (очевидно скіфські) поховання, у яких було багато керамічних прикрас (намиста довгастої форми, які чергуються смужками світлої та темної кераміки), бронзові наконечники стріл для луків.

### Середньоліття
На західній околиці села знаходиться великий археологічний комплекс давньоруської доби IX—XIII століттях. Городище площею понад 2000 кв. м. захищено валом і ровом. З півночі до нього прилягає селище площею до 10 га. Досліджено залишки напівземлянок каркасно-стовпової конструкції та господарські споруди (серед яких — гончарний горн). Знайдена кераміка роменської та давньоруської культур. Поблизу поселення розташований курганний могильник, що нараховує понад 100 насипів.
Перша письмова згадка про Кам'яне належить до 1647 року, хоча можна розглядати і 1642 рік. «Каменное городище видим и в деле 1642 г.» (Філарет (Гумілевський), «Историко-статистическое описание Харьковской епархии» (М., 1857, Лебединский уезд, ст.138—139), автор спирається на так звані «Дворцовые разряды»). Його виникнення, як і інших сіл, сягає того періоду, коли відбувалася колонізація геть збезлюднілого після татарського панування нашого краю. Починаючи з XVI століття, на Слобожанщині існували два потоки колонізації: з півночі йшла московська колонізація, яка пов'язана з будівництвом оборонних ліній для охорони Московії, а з заходу — українська. Її перша хвиля, так звана, «млява», коли були й засновані близько 1642 року Кам'яне, Озак, Межиріч, Бобрик та інші, викликана більшою мірою бажанням наших предків мати більше добротних ґрунтів та розселенням, тобто до поразки козаків під Берестечком. Після неї тиск польської шляхти на православний люд значно посилився, і переселення «другої хвилі» вже нагадувало втечу українців від панського гноблення. До бажання освоїти нові багаті землі додалося й намагання уникнути утисків польського панства у прикордонні Московської держави і в її межах.
За даними історика Д. І. Багалій у своїй праці «Материалы для истории колонизации и быта степной окраины Московского государства в XVI—XVII ст.» (Х., 1886), що Охтирка, Недригайлів, Кам'яне, Бобрик, які були розташовані на кордоні з Польщею, до 1647 року слугували постійним яблуком роздору між Росією і Польщею. До 1647 року Кам'яне входило до складу Чернігівського воєводства Речі Посполитої. Філарет (Гумілевський) в «Историко-статистическом описании Харьковской епархии. Лебединский уезд» писав, що в 1647 році уповноважені представники Росії та Польщі ухвалили: «…возвратить России Городище Каменное на р. Псел… да к тому Городищу слободу Каменную, повыше того городища полторы версты, и с землями и с лесами и с водами и с мельницею и со всякими угодьи». Після приєднання Бобрика і Кам'яного до Московії частина українців (черкасів), яка не дуже зраділа такому приєднанню, виїхала з них, забравши навіть свої будівлі на вози. Тому, щоб поповнити населенням стратегічно важливе містечко, цар Олексій Михайлович переселив до Кам'яного своїх служивих людей. Чому ж воно стало тоді для Московії таким стратегічно важливим? У той час московські війська, формуючи свої військові загони на Курщині для походів на кримських татар, що постійно дошкуляли Московській державі набігами і плюндрували її, пересувалися по Пслу на великих човнах, і їм була вкрай необхідна фортеця, у якій вони могли б перепочити та поповнити провіант перед виходом на Муравський шлях, що проходив, очевидно, через сам Лебедин у напрямку на Охтирку — Котельву і далі на південь. У 1970 роках на лузі біля Городища, де колись, очевидно, існувала заплава, археологи відкопали такий човен. Жителі села тоді дивувалися: «Який він великий? Невже ним плавали по Пслу?! Адже Псел — не дуже глибокий…». Що вже говорити про часи теперішні, коли наш свідок минувшини зовсім постарів та обмілів. У XVII столітті Псел — глибока і повноводна річка.
Про заснування Кам'янської цитаделі свідчать історичні документи, які є можливість знайти в книзі «Составъ Зубцовскаго и Ржевскаго дворянства по десятнямъ XVII века», в обробці члена Тверської вченої архівної комісії В. Н. Сторожева, яка видана у типографії Тверського губернського правління у 1891 році. Її чомусь обминають дослідники минувшини. На 99 сторінці цієї книги, де описана нагородна справа Федора Юрієвича Арсеньєва, кам'янського воєводи: «Федоръ Юрьевичъ, сын Арсеньевъ, въ прошломъ во 159 году (мається на увазі 7159 рік від сотворіння світу або 1651 рік — від народження Христового) по государевому указу (авт. По Государеву Цареву и Великаго Князя Алексъя Михайловича Всея Руси) послан былъ на государеву службу на Каменое, а велъно ему на Каменомъ городищъ устроить острог жилой новый со всъми кръепостьми вмъсто города Бобрика и служилыхъ всяких чиновъ людей, которые жили въ Бобрикъ, велъно ему перевести и устроить на Каменомъ дворами и землями и всякими угодья по чинамъ порознь».
Майже одразу після заснування Кам'яного козаками, у містечку стрімко розвиваються промисли. Починають діяти багато кузень, гончарень, вітряних та водяних млинів, сукноварень, олійниць. У 1950—1960-х роках на схилі Шаповалового яру розкопали багато гончарних печей, у яких випалювали кахлі і, можливо, навіть цеглу. Що стосується млинів, то частина їх належала общині, частина — заможним козакам, міщанам, старшині або духовенству. У ті часи навколо поселення буяли липові ліси. Це давало змогу тримати багато пасік і отримувати багато меду. Економічному розквіту містечка, попри все, сприяв його прикордонний статус і вигоди від торгівлі навіть у ті неспокійні часи.
Соціальне становище кам'янчан було неоднаковим. Найвищий статус мали «діти боярські», які користувалися дворянськими правами, найнижчий — підлегле селянство. Переселенці до московського прикордоння мусили виконувати, як повинність, роботи на казну. У Кам'яному вони обробляли «государеву десятинную пашню». Згодом казенні роботи замінили хлібним податком — «посапным хлебом». Ряди служивих людей, які захищали кордони Московської держави від набігів татарських та польсько-литовських, поповнювалися, як правило, «надійними» жителями старих глибинних російських міст. Хоча були й випадки зарахування до числа служивих — кінних козаків і місцевих жителів, проте, на думку воєводи, «не дуже надійних» стосовно вірності Москві. Ці діти боярські, відчуваючи безкарність та владу, не цуралися промишляти розбоєм та грабунком українських селян, які, навпаки, сподівалися на прихильність до себе Московії. Проте «московіти» мали їх ні за що.
До початку XVIII століття польсько-турецькі війни та інші Правобережні політичні буревії, Кам'яне, як московську фортецю, практично оминали, хоч і не давали їй розслаблятися. Під час Північної війни (1700—1721) Кам'янський форпост відіграв помітну роль у наданні допомоги Петру I. Як згадував у 1960-х роках старожил села Іван Гнатович Лихина, 1895 року народження, який чув від свого діда, що кам'янчани у 1708—1709 роках для Петрового війська випалювали з гречаної соломи селітру для пороху. І ніби його вояки прорили через Жулікову гору (назва походить від «жуліків» (злодіїв), але тепер її називають Жульковою, що асоціюється зі собачим йменням жіночого роду) траншею, щоб брати воду із Псла. Збереглися перекази кам'янських старожилів, що цар Петро Перший пожалував жителям містечка свободу за виявлену йому вірність і за те, що кам'янчани не підтримали гетьмана Лівобережжя Івана Мазепу.
Отож, як стверджують перекази, цар надав містечку «Бессрочную вольную грамоту» і заповів своїм наступникам-царям: «Кам'яне нікому з російських дворян не дарувати і не продавати». І хоча дворяни в цьому містечку проживали, проте вони не мали права закріпачувати корінних кам'янчан. Тому від початку запровадження кріпацтва у 1783 році і аж до його ліквідації місцеві жителі об'єднувалися в три общини. Кожна з них мала свої земельні угіддя, луг та ліс. В общині періодично перерозподілялися земельні ділянки на «число душ» зі зміною складу сімей. Але в середньому припадало на «душу» по 0,5 десятини землі (~0,5 га), що було все-таки мало для прогодування сім'ї. Більшість земель належала дворянам, тобто тепер уже поміщикам, які для себе накупили кріпаків. Кам'янськими землями володіли різні поміщики-дворяни: Пасько, Маслов, Масюк. Мали вони і кріпосних, які компактно проживали в селі. Від прізвищ панів, або від їхніх прізвиськ, і виникли назви вулиць чи куточків села: Масюківщина, Маслянщина, Карасівщина, Сухоребрівка (згодом Куцоребрівка) тощо. Тобто сучасні кам'янчани є нащадками і кріпаків, і тих, які ніколи кріпаками не були.

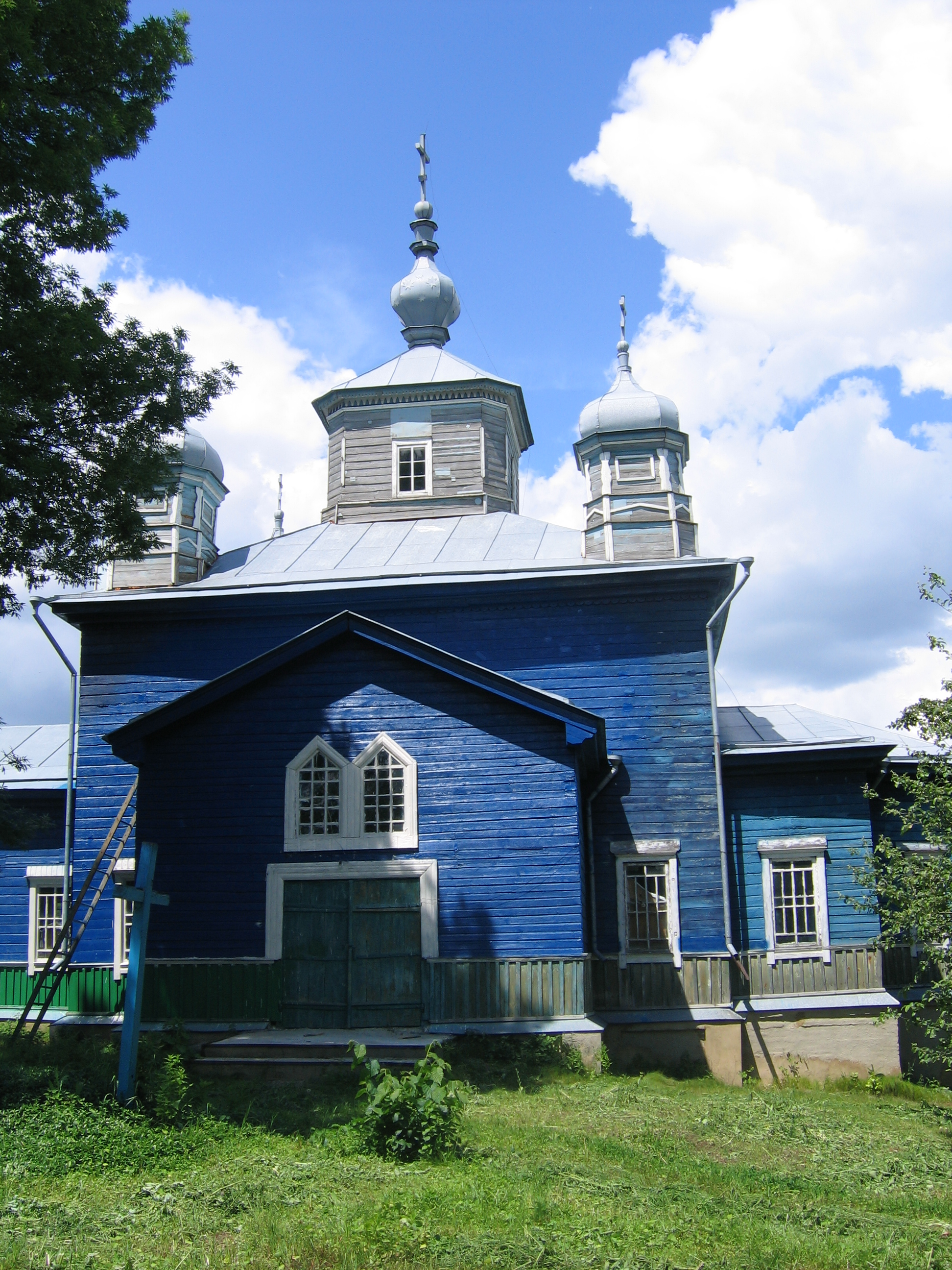
Покровська церква

Впродовж XVIII століття значення Кам'яного, і як стратегіче, і як фортеці, послаблювалося, аж поки після приєднання Кримського ханства до Росії у 1783 році — не зійшло нанівець.
У XIX — початку XX століттях село розростається, садиби розміщували не лише на березі річки, а й на протилежних річці схилах пагорбів. Сім'ї заможних селян виділяються з общини і переселяються на хутори. Але при цьому дороги з твердим покриттям відсутні, сполучення з іншими містами і селами ускладнено. У 1910—1912 роках влада розглядала проєкт будівництва залізниці, проте він так і не був реалізований.
За даними на 1864 рік у казенному селі Лебединського повіту Харківської губернії, мешкало 1608 осіб (822 чоловічої та 786 — жіночої статі), налічувалось 265 дворових господарств, існувала православна церква.
Станом на 1914 рік село належало до Бобровської волості, кількість мешканців зросла до 3065 осіб.

### ХХ століття
У роки Визвольних змагань 1918—1921 років на село періодично здійснювали набіги: «білі», «зелені», «червоні». У 1928—1933 роках село пережило примусову колективізацію. Незгодні підлягали «розкуркуленню» — у них забирали все майно, а родини висилали до Сибіру. Робота в колгоспах практично не оплачувалася.
Станом на 1941 рік в селі налічувалось 800 домогосподарств з населенням 1200 осіб. 1941 року, в ході німецько-радянської війни, село було тимчасово окуповане німцями, ними ж було проведено перепис жителів і майна.
У 1943 році, після звільнення від німецько-фашистських окупантів, село поступово розбудовувалося. Чимало мешканців оселилися в землянках. 1947 року жителі пережили черговий голодомор.
У власності місцевого колгоспу знаходилося 15 000 га орної землі. Основними напрямами виробництва були — овочівництво, вирощування цукровий буряк і зерноводство. Земля оброблялася переважно кіньми і вручну. У колгоспі справи йшли кепсько, тому партійні влада раз на рік міняла голів колгоспу. Село було електрифіковано. 1960 року головою колгоспу був призначений досвідчений господарник Радчук. Він навів у колгоспі лад, боровся з пияцтвом, зміцнював дисципліну праці. Під його керівництвом був побудований завод з виробництва цегли. Напівлегально були налагоджені канали отримання з Сибіру будівельного лісу. Це дало можливість жителям будувати нові будинки.
Поступово, з насиченням колгоспу технікою (трактори, комбайни, вантажні автомобілі) ефективність сільськогосподарського виробництва підвищилася. Робився ухил у бік перепрофілювання колгоспу на виробництво м'ясомолочної продукції. До 1965 року колгоспні стада налічували 5000 корів, на рахунку колгоспу — до 3 000 000 рублів. Колгосп побудував сучасний молочно-товарний комплекс, дороги з асфальтовим покриттям. Парк сільгосптехніки становив 30 автомобілів, 25 тракторів, 12 зернових і бурякозбиральних комбайнів. Населення села становило близько 5000 осіб. Була побудована нова школа на 400 учнів, але голова колгоспу Радчук вступив у конфлікт з владою, і його прибрали. З району призначили тоді чергового голову колгоспу.
У наступні роки населення скорочувалося, бо умови роботи в колгоспі були дуже погані і місцева молодь після закінчення школи виїзжала куди завгодно, лише б не залишатися в селі. Оскільки паспортів сільським жителям не видавали, можливостей виїхати було небагато — «завербуватися» на роботу в шахту, на будівництво заводів або на лісозаготівлі, або ж на заселення порожніх областей Радянського Союзу: Казахстану, Далекого Сходу, Крайньої Півночі. Багато вихідців з села нині проживає на Донбасі, у степових районах Криму, на Далекому Сході, у Сибіру, у Казахстані. Щоб утримати молодь у селі, за рахунок колгоспу був побудований будинок для колгоспних спеціалістів, виконана газифікація будинків, проте молодь продовжувала покидати село. У 1960—1990 роках щорічно по 5-10 найкращих випускників школи виїжджали в інститути та університети, які працюють дипломованими лікарями, зоотехніками, вчителями, інженерами, науковцями. Є кандидати та доктори наук.

### У Незалежній Україні
Після проголошення незалежності України 24 серпня 1991 року колгоспна система розпалася. Закони забороняють продаж землі, тому інвесторів немає і великотоварне виробництво під питанням. Колишнє колгоспне господарство занепадає, оскільки стимули роботи остаточно втрачені. Колгоспне стадо корів зменшилося до 100 голів. Сільгосптехніка не оновлюється і поступово виходить з ладу.
Фермерство офіційно заохочується, але на практиці економічно душиться. Відтік населення з села виїжджає з потрійною силою.
Станом на 2006 рік молоді в селі практично не залишилося. У школі в кожному з початкових класів навчається до 10 учнів. Старики вимирають. У селі пустують понад 300 будинків, які неможливо продати — немає охочих займатися сільським господарством. Поліпшення можливі, на загальну думку, лише після прийняття законів про купівлю-продаж землі.
12 червня 2020 року, відповідно до Розпорядження Кабінету Міністрів України № 723-р «Про визначення адміністративних центрів та затвердження територій територіальних громад Сумської області», увійшло до складу Лебединської міської територіальної громади.
19 липня 2020 року, в результаті адміністративно-територіальної реформи та ліквідації Лебединського району, село увійшло до складу Сумського району.

## Населення

### Мова
Розподіл населення за рідною мовою за даними перепису 2001 року:
| Мова       | Кількість | Відсоток |
| ---------- | --------- | -------- |
| українська | 71        | 94.67%   |
| російська  | 3         | 4.00%    |
| білоруська | 1         | 1.33%    |
| Усього     | 75        | 100%     |

## Пам'ятки
- Приготування борщу на Лебединщині — елемент нематеріальної культурної спадщини Сумської області[6].

## Цікаві факти
- До цього часу жива легенда про те, що на березі річки в одному з пагорбів козаки, що прийшли в містечко (найімовірніше у 1710 році після зруйнування царськими військами Чортомлицької Січі), викопали печеру в крутому березі річки Псел і заховали в ній човен золота та дорогоцінностей. Поки що того скарбу ніхто не знайшов.
- Кам'яне — унікальне село, корінні мешканці якого до сучасних часів зуміли зберегти риси індоаріїв. У 1956—1963 роках в Україні була організована під керівництвом вченого-антрополога Василя Дяченка антропологічна експедиція, хоча подібні дослідження проводилися й іншими українськими вченими і значно раніше, і паралельно з ним. 1965 року вийшла монографія Василя Дяченка «Антропологічний склад українського народу», яка і нині залишається чи не єдиним фундаментальним дослідженням з антропології українців. Дослідження вчених-антропологів показали, що більшість кам'янчан є нащадками індоарійського палеоантропологічного населення з помітним індо-іранським і навіть давньоіндійським компонентом. Воно виражається в темній пігментації очей і волосся, значному розвитку волосяного покриву, незначним подовженням голови та незначним виступом нижньої частини обличчя. Вони є високорослими, відносно темно пігментованими людьми. Ці дані наводимо за дослідженнями Василя Дяченка, опублікованими в книзі «Етнонаціональний розвиток України. Терміни, визначення, персоналії» — К., 1993 рік.

## Особистість
- Прошкін Олександр Олександрович (1991—2017) — солдат Збройних сил України, учасник російсько-української війни.